# Haedanula
Haedanula là một chi nhện trong họ Thomisidae.